# St. Margarethen (Ranis)
Die evangelische Kirche St. Margarethen liegt in der thüringischen Stadt Ranis unweit von Pößneck.

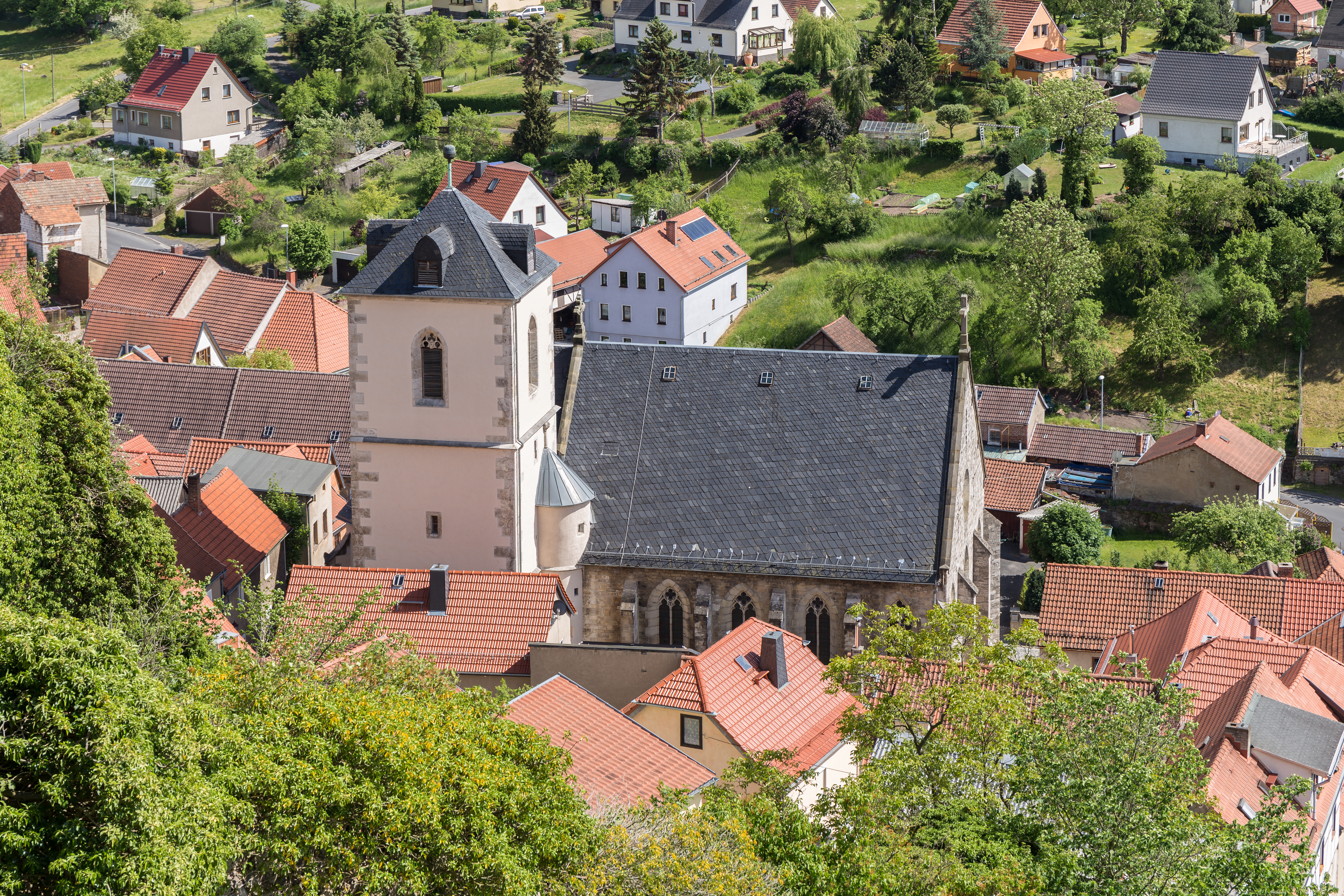
St. Margarethen von der Burg aus gesehen

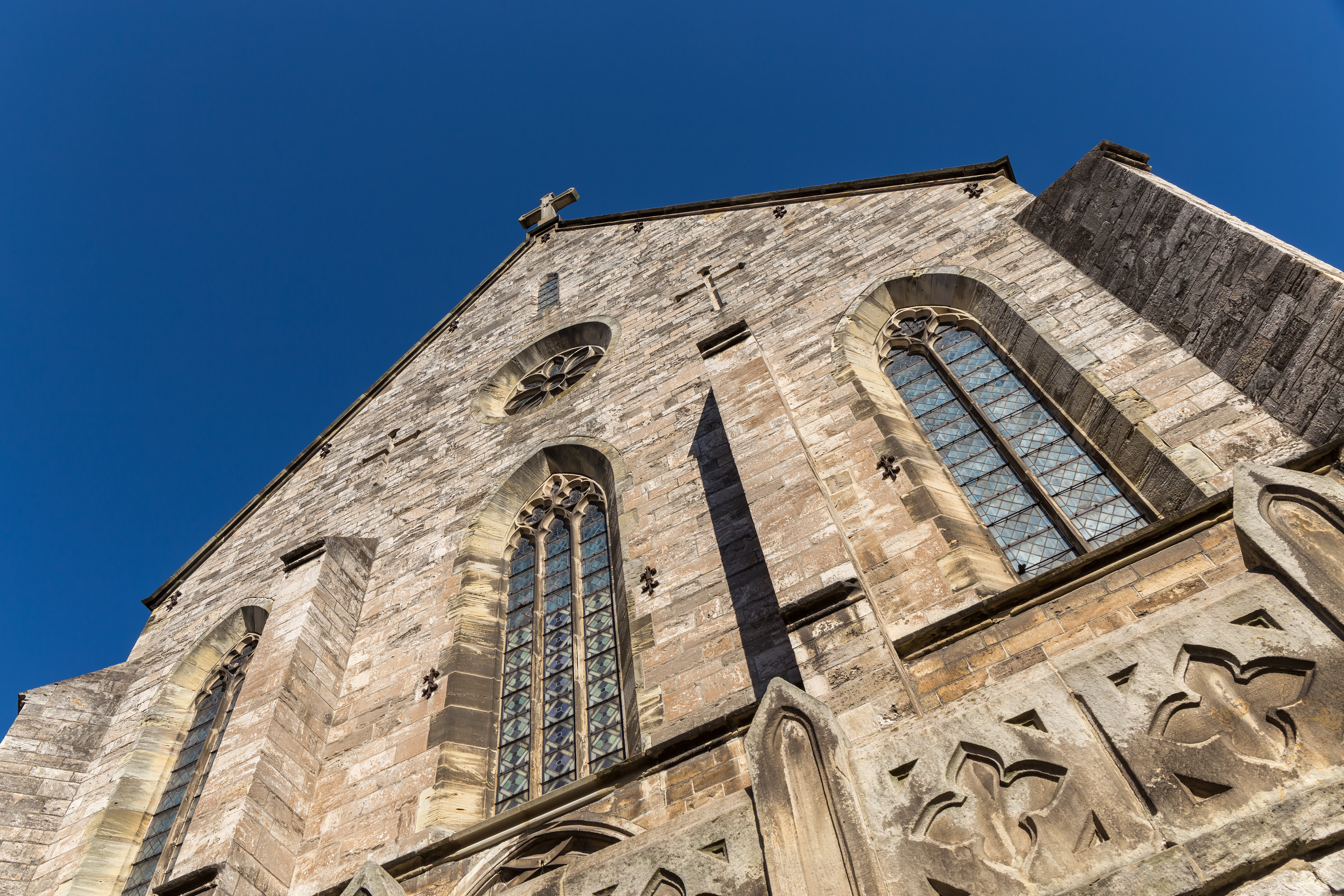
Stirnseite der evangelischen Stadtkirche St. Margarethen in Ranis

## Geschichte

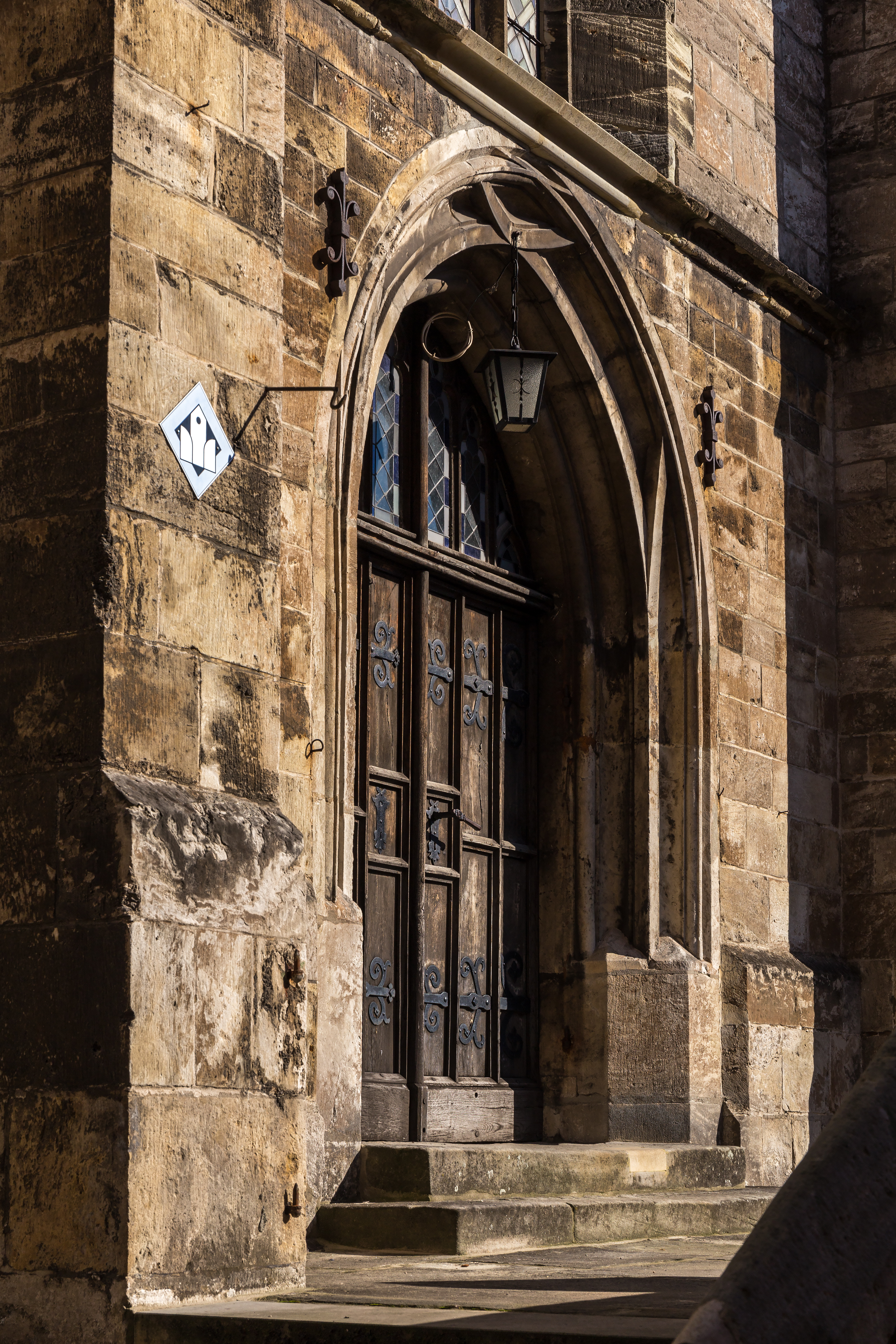
Haupteingang der Stadtkirche

Schon vor dem Bau der Stadtkirche um 1400 soll es an gleicher Stelle seit dem 12. Jahrhundert einen kleineren Vorgängerbau gegeben haben. Auch auf der Burg Brandenstein existierte eine Kapelle, die 1868 abgebrochen wurde. Im Zusammenhang mit Burg Brandenstein – im heutigen gleichnamigen Ortsteil – wurde 1506 die Burgkapelle St. Barbara erwähnt.
Der geostete spätgotische Kirchenbau war ursprünglich Maria und Margaretha geweiht. Nach der Reformation wurde der Name St. Margarethen gebräuchlich. Ein Gutachten im Jahr 1860 bemängelt das zu dunkle Kirchenschiff. So heißt es: Da das Kirchenschiff durch die zwei einzigen Fenster (an der Giebelseite) zu wenig Licht erhält, so hat man auf beiden Seiten eine Reihe von Dachfenstern angebracht, welche sich in das Brettergewölbe über der oberen Empore öffnen und etwas mehr Licht verbreiten. So erfolgte 1870/1871 ein Umbau. Das Kirchenschiff der alten Kirche war laut Matrikel des Pfarrarchivs 14,5 m lang sowie 9,6 m breit. Die Höhe betrug 14 Meter. Das neue Kirchenschiff erhielt eine Länge von 18 Metern, eine Breite von 12,3 m sowie eine Höhe von 15 Metern. Durch den Umbau veränderte sich das Aussehen stark. Erhalten blieben der Turm, die Sakristei, der Triumphbogen mit dem Chorraum, die zwei ältesten Glocken, ein geschnitzter Altaraufsatz, der Taufstein und Teile von Grabmälern.
Die älteste erhaltene Glocke aus dem September 1429 hat einen Durchmesser von 107 cm. Sie befindet sich in der unteren Glockenstube, die über eine steinerne Spindeltreppe erreichbar und mit vier Spitzbogenfenstern mit Maßwerk ausgestattet ist. Ein Grabmal gehörte Hans Christoph von Breitenbauch (1570–1627) und seiner Frau Anna (1572–1633), geb. von Stein (Lausnitz). Hans Christoph war der zweite von Breitenbauchsche Herr auf Burg Ranis. Teile des Epitaphs wurden 1942 wieder in der Kirche aufgestellt. Das aus Gips und Holz bestehende Epitaph steht heute rechts von der Kanzel, unter der Empore.

### Glocken-Ritzzeichnungen
Die 1429 gegossene Glocke hat seltene, kunsthistorisch bedeutsame Glockenritzzeichnungen. Sie werden in einem Werk der Kunsthistorikerin Ingrid Schulze von 2006 gewürdigt.

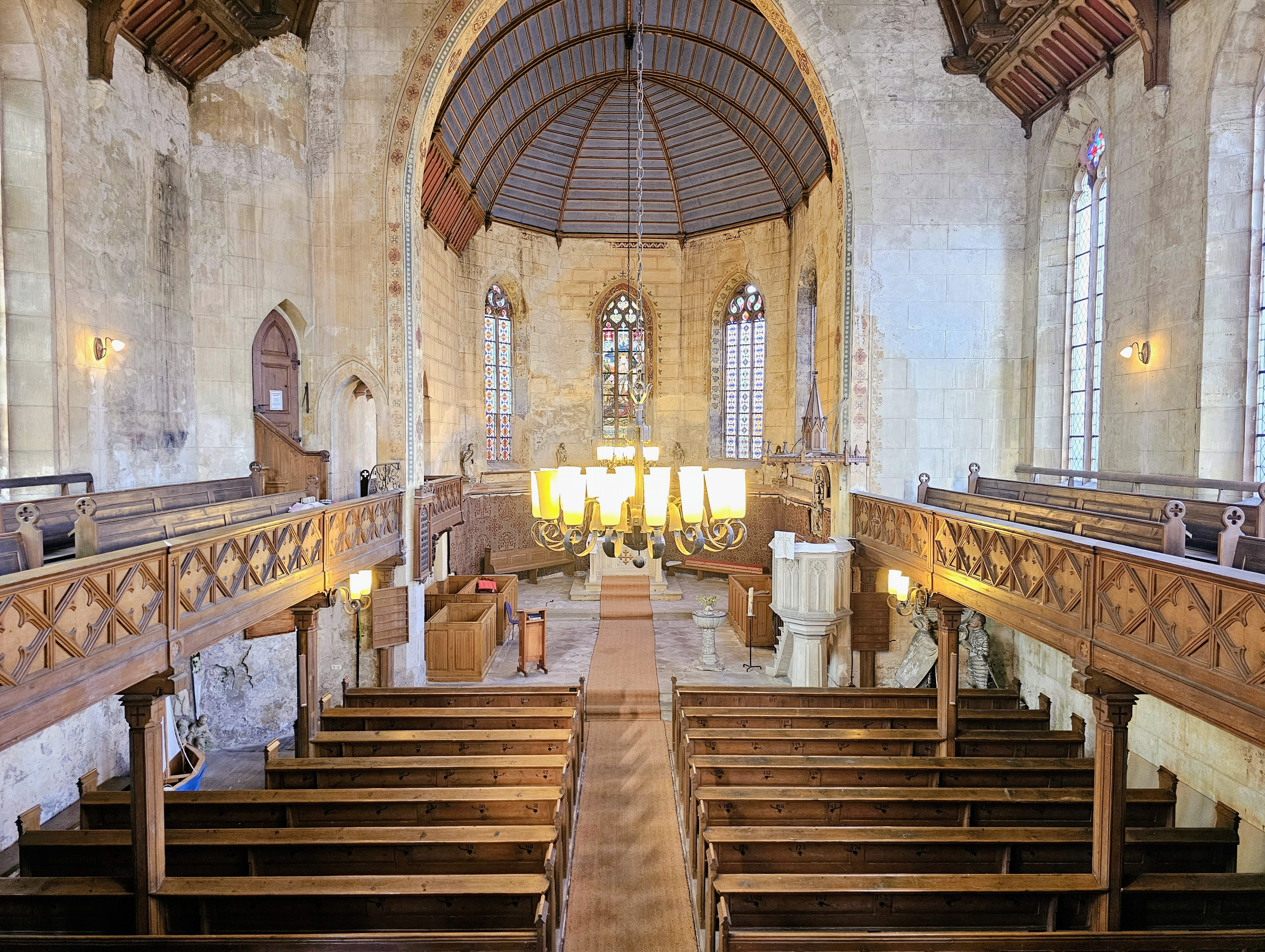
Innenraum (2023)

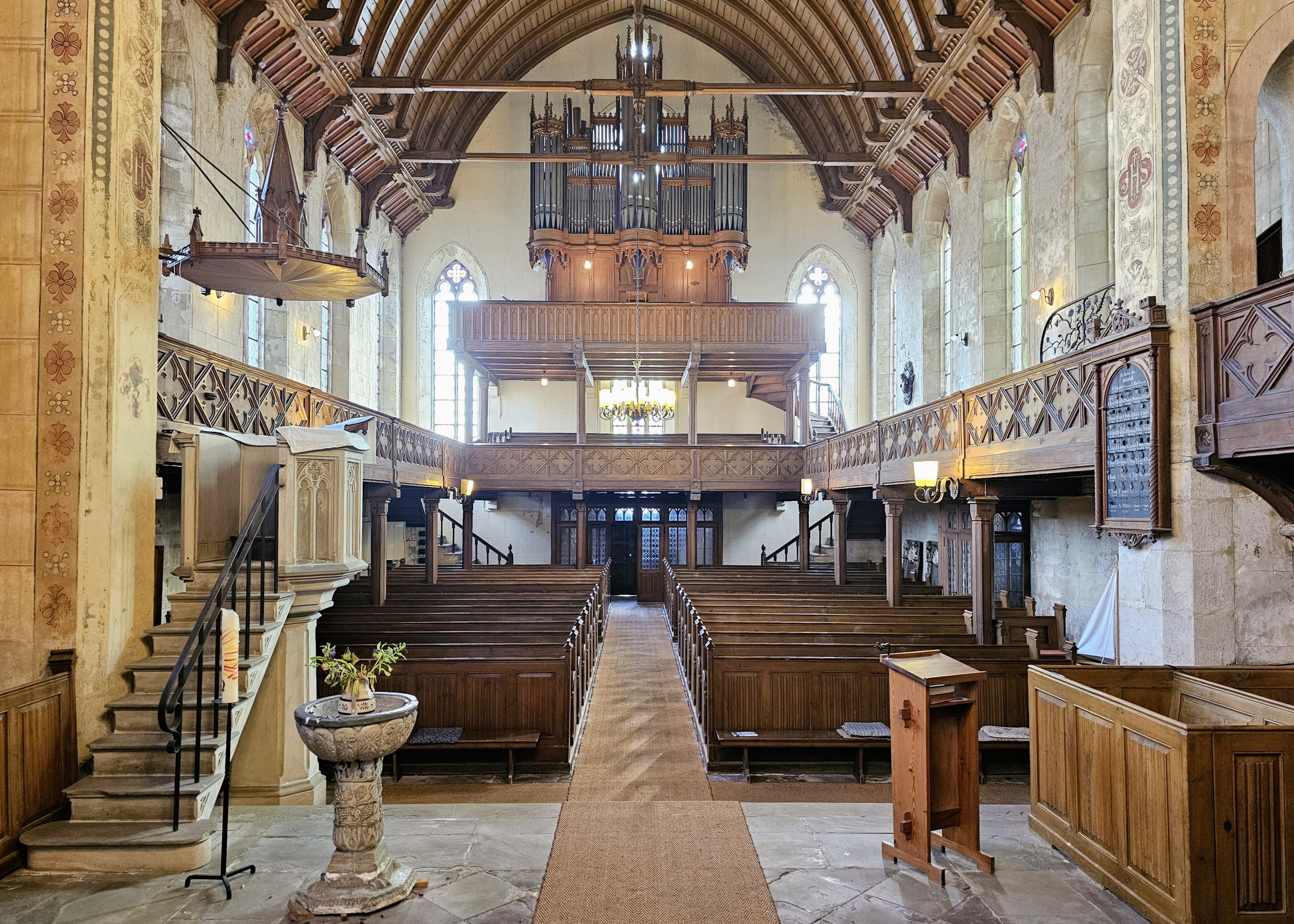
Blick zur Orgel

## Heute
Sehenswert sind das Tonnengewölbe, die Maßwerkfenster im Chorraum, der Altar, die Kanzel und die in Paulinzella gebaute Schulze-Orgel. Die Kirche ist nicht nur Gottesdienstort, sondern wegen ihrer Akustik auch eine überregional geschätzte Konzertkirche.
Neben St. Margarethen existiert in Ranis die katholische Kirche St. Elisabeth.